# Вапила
Вапила (на македонска литературна норма: Вапила) е село в община Охрид на Северна Македония.

## География
Селото е разположено на 11 километра северно от град Охрид.

## История
В XIX век селото е чисто българско. В „Етнография на вилаетите Адрианопол, Монастир и Салоника“, издадена в Константинопол в 1878 година и отразяваща статистиката на населението от 1873 година Вапла (Vapla) е посочено като село с 40 домакинства със 132 жители българи.
Според статистиката на Васил Кънчов („Македония. Етнография и статистика“) от 1900 година селото е населявано от 64 жители, всички българи.
На Етнографската карта на Битолския вилает на Картографския институт в София от 1901 година Вопила е чисто българско село в Охридската каза на Битолския санджак с 8 къщи.
В началото на XX век цялото население на Вапила е под върховенството на Българската екзархия. По данни на секретаря на екзархията Димитър Мишев („La Macédoine et sa Population Chrétienne“) в 1905 година в селото има 64 българи екзархисти.
При избухването на Балканската война в 1912 година един човек от Вапила е доброволец в Македоно-одринското опълчение.
В 1945 година е изградена църквата „Света Неделя“. Изписана е от зографа Доне Доневски от село Гари. В 2005 година е извършена реконструкция на покрива и е доизписана от Драган Ристески от Охрид.
Според преброяването от 2002 година селото има 112 жители, всички северномакедонци.
| Националност     | Всичко |
| северномакедонци | 112    |
| албанци          | 0      |
| турци            | 0      |
| роми             | 0      |
| власи            | 0      |
| сърби            | 0      |
| бошняци          | 0      |
| други            | 0      |

## Личности
Родени във Вапила
- Иван Стефанов, български опълченец, на 19 май 1877 година постъпва в IV рота на I опълченска дружина, на 11 юли 1877 година напуска дружината[8][9]
- Паско Кузман (р. 1947), северномакедонски археолог